# Victoire Van Nuffel
Victoire Van Nuffel (Hombeek, 7 oktober 1937) is een Belgische wielrenster. Ze behoorde bij de pioniers van het internationale dameswielrennen en was de eerste Belgische kampioene op de weg. Ze reed zowel op de baan als op de weg.

## Pionier
Victoire Van Nuffel was de dochter van een fietsenhandelaar. Ze werd geboren in Hombeek, maar verhuisde tijdens de Tweede Wereldoorlog naar Mechelen. Vanaf haar veertiende werkte ze in een lokale dekenfabriek. Van jongs af was ze gewoon om te fietsen en werd haar interesse in de wielersport gewekt. Ze kreeg van de lokale wielerclub geen licentie om te mogen koersen. Ook de BWB gaf haar geen wedstrijdvergunning omdat dameswielrennen toen nog niet mocht. Van Nuffel verkreeg uiteindelijk in Parijs een internationale vergunning en zou vooral in het buitenland wedstrijden rijden. In 1956 won ze het officieuze Belgische kampioenschap voor vrouwen, wat ze ook in 1957 en 1958 deed. Pas in 1959 werd voor het eerst een officieel kampioenschap voor dames ingericht. Op 28 juni 1959 won Van Nuffel in Antwerpen en werd zo de allereerste Belgische kampioene op de weg. Dat jaar won ze ook het eerste Belgische kampioenschap voor vrouwen op de baan in het sprintnummer.

## Franse loondienst
Victoire Van Nuffel was even actief in de Flandriaploeg voor dames die door Briek Schotte geleid werd. Hoewel ze altijd een goede verstandhouding met Schotte bleef onderhouden, vertrok Van Nuffel naar Frankrijk om er voor de ploeg Helyett-Leroux-A.C.B.B. (de ploeg van onder meer Jacques Anquetil) te rijden. Het Franse dameswielrennen stond iets hoger aangeschreven dan in België. Voor de rest van haar loopbaan zou Van Nuffel vooral in Frankrijk en Italië actief zijn. Ze bekwaamde zich ook in het baanwielrennen waarbij ze getraind werd door oud-wereldkampioen Louis Gérardin. Door haar verblijf in Frankrijk zou ze maar weinig meer actief zijn in België en nauwelijks nog op de erelijsten van de Belgische kampioenschappen voorkomen. In 1966 zette Van Nuffel een einde achter haar carrière na een periode van blessures en last van artrose.

## Nacarrière en privé
Van Nuffel liet een aanbod om nog in Italië actief te blijven liggen en zou uiteindelijk de wielersport helemaal achter zich laten. Ze verhuisde naar de Belgische kust en zou in 1969 een eigen café in Zeebrugge openen, Café Central. Ze zou dit blijven open houden tot ze met pensioen ging.
Al tijdens haar loopbaan outte Victoire Van Nuffel zich als lesbienne. Ze was ook actief als feministe en zou onder meer actief zijn bij de abortusbeweging.
In 2018 maakte Geert Clerbout een korte documentaire over haar voor de reeks '4x7' op Canvas. Victoire Van Nuffel is zijn groottante.